# Donnus Nicolaus Germanus

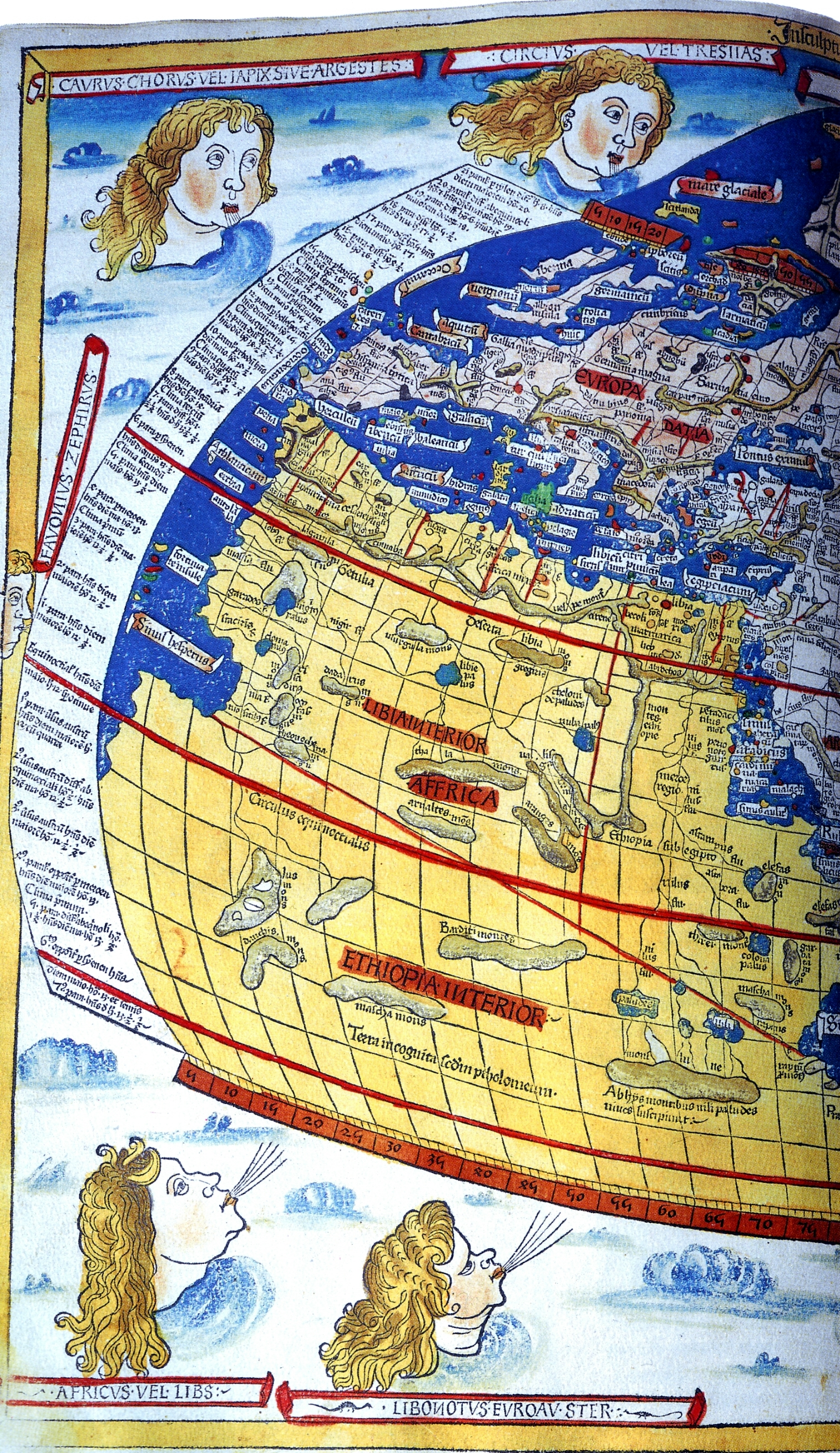
Karte von Nicolaus Germanus in der Cosmographia des Ptolemäus, 1482

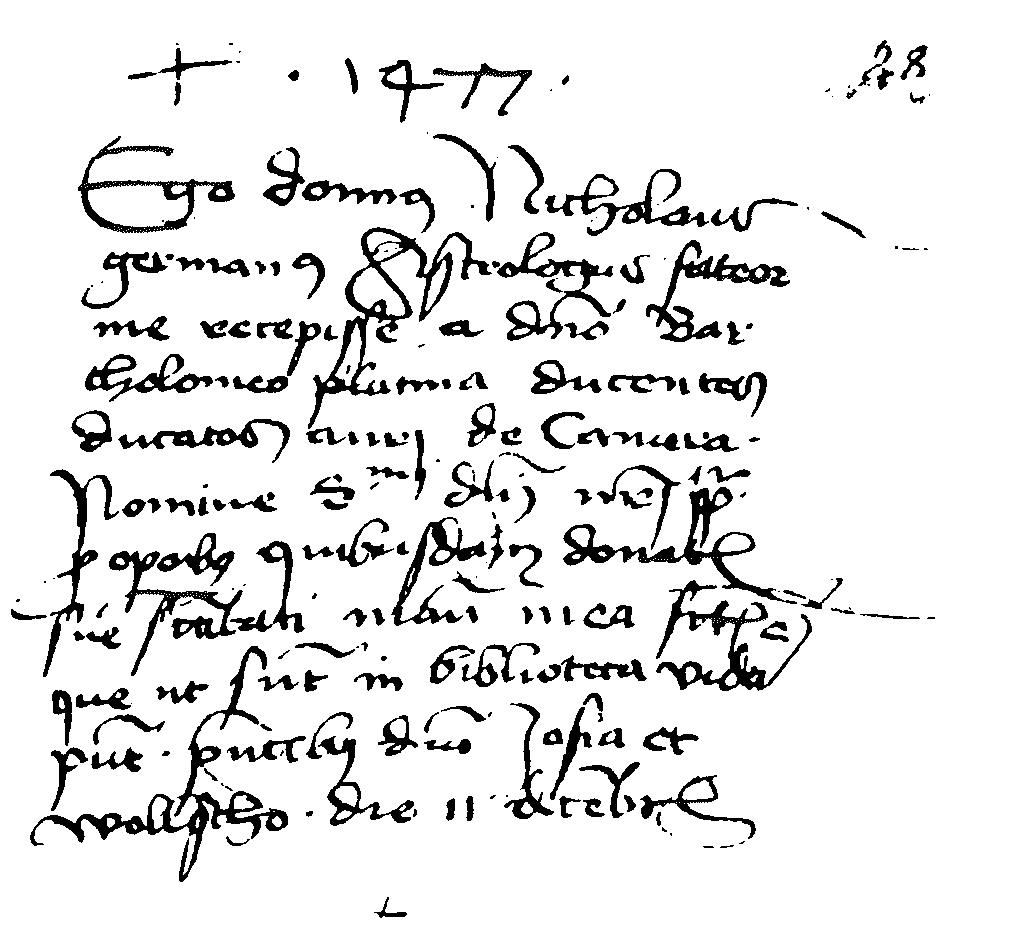
Quittung von Donnus Nicolaus Germanus, Astrologe, vom 11. Dezember 1477 über den Empfang von 200 Dukaten für eine Arbeit von eigener Hand für den Papst, die in der Bibliothek gesehen werden kann.

Donnus Nicolaus Germanus (* ca. 1420; † ca. 1490) war ein Kosmograf und Astrologe. 1477 stellte er für die Vatikanische Bibliothek einen Himmels- sowie einen Erdglobus her. Der Erdglobus datiert damit 15 Jahre vor dem „Erdapfel“ von Martin Behaim.

## Kosmograf und Astrologe
Über das Leben von Nicolaus Germanus ist nur bekannt, dass er in Florenz lebte. Der Vorname Nicolaus sowie sein Nachname legen nahe, dass er deutscher Herkunft war. Von ihm stammen elf Manuskripte auf Pergament aus dem dritten Viertel des 15. Jahrhunderts, in denen er die Geografie von Ptolemäus neu herausgab. Die prächtig ausgemalten und mit Karten versehenen Manuskripte sind in der Vatikanischen Bibliothek überliefert. Für hohe geografische Breiten führte Germanus dabei eine neuartige Trapezprojektion ein, was seine hohe kartografische Kompetenz belegt.
Germanus arbeitete auch als Astrologe – Astrologie und Astronomie waren damals noch nicht strikt voneinander getrennt. In diesem Zusammenhang arbeitete er astronomische Tabellen aus, in denen die Planetenpositionen auf Jahre im Voraus festgehalten waren. Diese Arbeit ist verlorengegangen; erhalten hat sich dagegen ein Horoskop für Papst Paul II.
Der in einem Schreiben von Vincenz Lang an Conrad Celtis erwähnte Nicolaus Germanus wurde später als Nicolaus Copernicus interpretiert.

## Globen von Himmel und Erde
1477 stellte Germanus für die Vatikanische Bibliothek – nur zwei Jahre nach ihrer Eröffnung – je einen Globus von Himmel und Erde her. Belege dafür sind eine Quittung über 200 Dukaten vom 11. Dezember 1477 für „eine Arbeit von eigener Hand“. Eine Notiz vom nächsten Tag erwähnt die Zahlung von drei weiteren Dukaten für das Aufbringen des päpstlichen Wappens auf den beiden Globen sowie für eine Weltkarte. Vom 20. Dezember stammt eine weitere Notiz über vier Dukaten für zwei Abdeckungen. In dieser Notiz ist ausdrücklich die Rede von zwei Globen, wovon auf einem die Himmelszeichen und auf dem anderen eine Beschreibung der Erde (cosmographia) aufgebracht seien. Die Globen werden dann in einem Inventar von 1481 aufgeführt.
Die Marchesa von Mantua, Isabella, wollte sich je eine Kopie der beiden Globen anfertigen lassen, worüber ein Briefwechsel aus dem Jahr 1505 vorliegt. Die Marchesa schreibt darin an ihren Agenten in Rom: „Wir haben erfahren, dass es in der Päpstlichen Bibliothek zwei Globen gibt: Auf dem einen ist die Erde abgebildet, auf dem anderen die Zeichen des Himmels, das heißt der Tierkreis [...].“ (Intendiamo, che ne la libraria dil papa sono due spere solide: In una è depicto el Mapamundo, in l'altra li Signi Celesti, cio è el Zodiaco [...]) Aus dem Brief geht auch hervor, dass die Globen zwei Ellen hoch gewesen sein müssen.
Die Globen wurden in der Salle Pontifica (Magna Secreta) aufbewahrt. Über die Abbildungen auf den Globen ist weiter nichts bekannt. Wahrscheinlich sind sie bei der Plünderung von Rom 1527 verlorengegangen. Der Erdglobus von Germanus ist der erste Erdglobus der Neuzeit, über den Quellenmaterial vorliegt.